# Diecezja Paranavaí
Diecezja Paranavaí (łac. Dioecesis Paranavaiensis) – diecezja Kościoła rzymskokatolickiego w Brazylii. Należy do metropolii Maringá wchodzi w skład regionu kościelnego Sul 2. Została erygowana przez papieża Pawła VI bullą Nil gratius w dniu 20 stycznia 1968.